# Haplophthalmus alicantinus
Haplophthalmus alicantinus är en kräftdjursart som beskrevs av Cruz och Henri Dalens1990. Haplophthalmus alicantinus ingår i släktet Haplophthalmus och familjen Trichoniscidae. Inga underarter finns listade i Catalogue of Life.